# Jen Ledger
Jen Ledger (født 8. december 1989 i Coventry) er trommeslager i rockbandet Skillet og har været det, siden hun var 16. Hun er også den kvindelige vokal i bandet.